# Thomas Kercmar

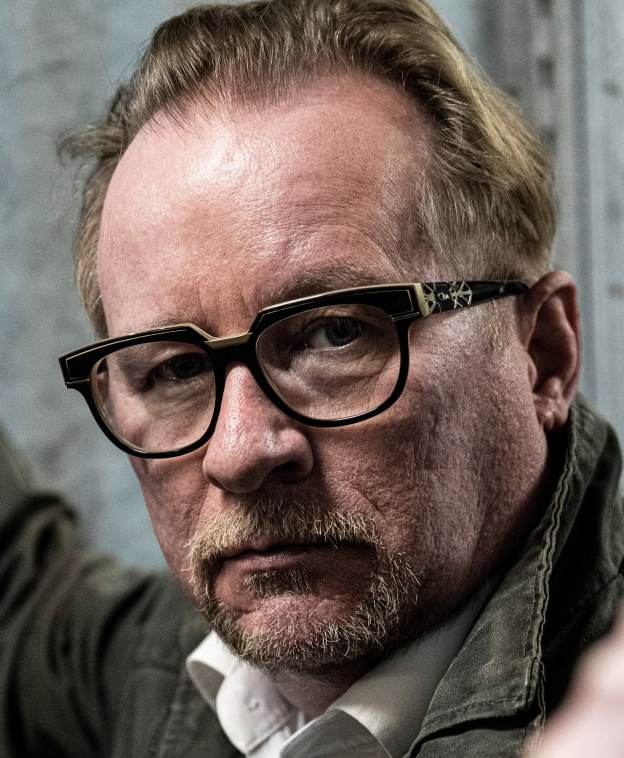
Thomas Kercmar (2021)

Thomas Kercmar (* 25. Dezember 1963 in Bad Honnef) ist ein deutscher Schauspieler, Filmproduzent und Pornodarsteller. Er fungierte in der im Juni 2019 erschienenen deutschen Filmproduktion des Actionthrillers Tal der Skorpione als Produzent und Schauspieler. Aktuell arbeitet Kercmar zusammen mit Regisseur Patrick Roy Beckert an der Postproduktion des Filmes „Avaritia“ und an der laufenden Produktion zu „Sajoschas Rache“, welcher ein Spin-Off zu Tal der Skorpione darstellt.

## Filmographie

### Als Darsteller
- 2001: Mutation 2: Generation Dead
- 2002: Mutation 3: Century of the Dead
- 2002: Space Wolf
- 2003: Rigor Mortis
- 2004: Notgeile Knastjulen zur Unzucht erzogen (Hardcore-Porno)
- 2004: Lord of the Undead
- 2004: Ouzo, Stoff und Taschentücher
- 2004: Sounds of Fear
- 2005: Make your own damn Movie
- 2005: The Legend of Moonlight Mountain
- 2005: Knastjulen 2: Zur Sau gemacht (Hardcore-Porno)
- 2005: Ferdinand fährt Ferrari
- 2006: Kinder der Nacht 2
- 2006: Rape 2 (Hardcore-Porno)
- 2006: Mutation – Annihilation
- 2007: Slasher
- 2007: Barricade
- 2007: Angel of Death 2
- 2007: Der Traumjob
- 2007: Bad Boys Bad Toys
- 2007: Satan Claus (Kurzfilm)
- 2008: Fearmakers
- 2008: Beast
- 2008: Zwei Minuten Risiko
- 2008: Fear – The Makers
- 2009: La Petite Mort
- 2009: Tatort: Mit ruhiger Hand
- 2009: Zombie Reanimation
- 2009: Inside 'La Petite Mort'
- 2010: Underworld Cats
- 2010: Project Genesis
- 2010: Necronos: Tower of Doom
- 2011: Turbo Zombi
- 2013: Gabelstapler-Klaus kehrt zurück – Jetzt muss der Chef fahren
- 2013: Blutschrei der Verdammten
- 2013: Bob der Baggerführer
- 2014: Terror Creek
- 2014: Spiel mir am Glied bis zum Tod
- 2019: Tal der Skorpione

### Als Produzent
- 2001: Mutation 2: Generation Dead
- 2002: Rout City
- 2002: Mutation 3: Century of the Dead
- 2002: Space Wolf
- 2003: Rigor Mortis
- 2004: Ouzo, Stoff und Taschentücher
- 2007: Slasher
- 2007: Satan Claus (Kurzfilm)
- 2019: Tal der Skorpione